# Аджайе, Дэвид
Сэр Дэвид Фрэнк Аджайе (англ. David Frank Adjaye; род. 22 сентября 1966, Дар-эс-Салам, Танзания) — современный британский архитектор, главный архитектор Национального музея афроамериканской истории и культуры, расположенного на Национальной аллее в Вашингтоне, США. Офицер ордена Британской империи, член Королевской Академии художеств. Иностранный член Американского философского общества (2016).

## Биография
Дэвид Аджайе родился в Дар-эс-Саламе (Танзания) в семье ганского дипломата. Первые девять лет своей жизни Аджайе провел поочередно в Танзании, Египте, Йемене и Ливане, затем его семья переехала в Великобританию. Аджайе получил степень бакалавра в университете Саут Бэнк в Лондоне, а затем — магистра в Королевском Колледже Искусств (Лондон) в 1993 году .

## Карьера

### Ранние работы
В 1993 году Аджайе выиграл бронзовую медаль международной премии RIBA President's Medals Students Award, присуждаемую Королевским институтом британских архитекторов выпускникам архитектурных факультетов. Был руководителем группы студентов в престижной Школе Архитектуры Архитектурной Ассоциации (Лондон) и лектором в Королевском Колледже Искусств. После очень непродолжительных периодов работы в архитектурных студиях Дэвида Чипперфилда в Лондоне и Эдуарду Соту де Моры в Порту, Аджайе в 1994 году открыл свое бюро в Северном Лондоне совместно с Уильямом Расселом. Adjaye & Russell было расформировано в 2000 году, и тогда же Аджайе открыл свою одноименную студию, Adjaye Associates.
Первая сольная выставка студии, “Дэвид Аджайе: Жилые Дома” (David Adjaye: Making Public Buildings), была представлена в галерее Уайтчепел в Лондоне в 2006 году, а издательство Thames&Hudson опубликовало ее каталог под тем же названием. Годом ранее в Thames&Hudson вышла первая книга архитектора, “Дома Дэвида Аджайе” (David Adjaye Houses).

### Национальный музей афроамериканской истории
15 апреля 2009 г. Аджайе был выбран, наряду с другими архитекторами (Freelon Group, Davis Brody Bond, SmithGroup) для разработки архитектурного дизайна нового Смитсоновского национального музея афроамериканской истории и культуры на Национальной аллее в Вашингтоне. Бюджет проекта составил 500 миллионов долларов. Прямоугольный блок здания музея, одетый в трехъярусную «корону» – это отсылка к западноафриканской культуре йоруба.

### Прочие работы
Наряду с реализацией крупных международных проектов, Аджайе представляет работы на выставках, работает над архитектурным дизайном частных домов и создает совместные проекты с другими архитекторами и художниками. Он разработал дизайн домов для дизайнера Александра МакКуина, художника Джейка Чепмена, фотографа Юргена Теллера, актера Эвана МакГрегора, и художников Тима Нобла и Сью Вебстер.
Аджайе принадлежит авторство новой студии и пляжного дома в Порт-оф-Спейн для художника Криса Офили. Вместе с Офили они создали дизайн для инсталляции работ Офили The Upper Room, которая впоследствии была приобретена Британской галереей Тейт, вызвав жаркую публичную дискуссию.
В 2005 году на Биеннале в Венеции Аджайе и художник Олафур Элиассон представили совместный проект - световую инсталляцию Your Black Horizon. Вместе с режиссером Шекхаром Капуром Аджайе работал над инсталляцией Sankalpa.
Дэвид Аджайе стал соавтором двух серий передач “Dreamspace” на BBC, ведет авторскую передачу на радио. В июне 2005 года он представил документальную передачу «Строящаяся Африка: Архитектура континента» (Building Africa: The Architecture of a Continent).
В 2008 году Аджайе принял участие в европейской биеннале современного искусства Манифеста и в Биеннале в Кванджу (Республика Корея). В 2015 году ему поступил заказ на разработку проекта нового здания Музей-студии в Гарлеме.

### Проекты последних лет
В число проектов Аджайе, реализованных за последние годы, вошли Музей современного искусства в Денвере, Нобелевский мирный центр в Осло и Московская школа управления в Сколково(2010 год).
Аджайе является приглашенным профессором Школы архитектуры Принстонского университета, профессором Университета Пенсильвании и Гарвардской школы дизайна. Аджайе — член Королевского института британских архитекторов (RIBA), почетный член Американского института архитекторов, почетный зарубежный член Американской академии искусств и литературы. Входит в состав консультационного совета Института Архитектуры в Барселоне и исследовательской программы LSE Cities Лондонской школы экономики и политических наук.
Аджайе входил в команду создателей проекта Petronia city, возглавляемую Нана Кваме Бедьяко (англ. Nana Kwame Bediako). Petronia city — это градостроительная инициатива на территории Западной Ганы, направленная на поддержку стремительно развивающихся нефтяной, газовой и горной промышленности региона.
С сентября 2015 года по январь 2016 года в Чикагском институте искусств проходила выставка «Создавая место: Архитектура Дэвида Аджайе» (Making Place: The Architecture of David Adjaye).

## Личная жизнь
- В 2014 году Аджайе женился на бизнес-консультанте Эшли Шоу-Скотт[10]. Художник Крис Офили был шафером на свадьбе.
- В 2012 году Аджайе снялся в рекламной кампании британского люксового бренда Dunhill.
- Дэвид Аджайе также работал над несколькими проектами вместе со своим братом, музыкантом Питером Аджайе[11].

## Награды
В 2006 году Аджайе попал в шорт-лист номинантов на награду Стерлинга за проект публичной библиотеки в лондонском районе Уайтчепел “Магазин идей” (Whitechapel Idea Store).
В 2007 году за заслуги в области архитектуры Аджайе был назначен офицером ордена Британской империи.
В 2011 году архитектор был назван Дизайнером года по версии международного форума Design Miami.
В 2010 году создатели Московской школы управления «Сколково» (архитектурное бюро Дэвида Аджайи наряду с российским бюро «А-Б студия» стали победителями Открытой общественной архитектурно-строительной Премии Дом Года / Best Building Awards в результате народного голосования
В 2016 году он получил McDermott Award, награду в размере $100,000, присужденную ему Массачусетским Технологическим Институтом за заслуги в сфере искусства.
В 2017 году Аджайе был посвящён в рыцари за заслуги в области архитектуры.
В 2022 году Дэвид Аджайе был награждён орденом Заслуг.